# Kali (Sanctuary – Génrejtek)
A Kali (Kali) a Sanctuary – Génrejtek című kanadai sci-fi-fantasy televíziós sorozat második évadjának tizenkettedik és tizenharmadik, évadzáró epizódja, valamint a harmadik évad első epizódja.

## Ismertető
|  | Alább a cselekmény részletei következnek! |

### 2. évad
Mumbaiban meggyilkolnak egy férfit, aki menekülés közben egy szoborba rejtette a testében lakozó makrit, a kis méretű pókszerű abnormális lényt, mely elektromágneses impulzusokat képes kibocsátani. Ezzel egy időben a Menedékben Helen Magnus és társai Föld több különböző városaiban működő Menedékekből is olyan információkat kapnak, hogy a helyszínén élő abnormális lények megzavarodnak, félelem jeleit mutatják. Will és Kate Mumbaiba megy, hogy az ottani emberük, Ravi segítségével kivizsgálják a gyilkosságot. A városban a makri Willt választja gazdatestének, álmában a testébe költözik. Will ezután egyre rosszabbul érzi magát, hallucinációi vannak. A makrit kereső ellenség elől sikerül elrejtenie őt egy öregasszonynak és fiának.
Közben Magnus is rájön, hogy a megtalált szoborból hiányzik valami, mégpedig a makri, amely kapcsolatban van Nagy Bertával, a Föld legveszélyesebb abnormális lényével. A hatalmas pók elektromágneses impulzusokkal a föld tektonikus lemezeinek elmozdítására képes. Azonban Bertát évekkel ezelőtt Helennek kellett volna elpusztítania a Menedék vezetőinek beleegyezésével, ám nem tette meg, ehelyett a lényt rejtve tartotta egy óceán mélyén lévő tárolóban.
A makrit kereső Edward Forsythe (Callum Blue) és emberei elrabolják Willt és erőszakkal kiűzik belőle a lényt, hogy Forsythe a saját testébe kényszerítse azt. Will a makri erőszakos eltávolítása miatt halálán van, mert a lény által kieresztett méreg elpusztítja szervezetét. Amikor Ravi és Kate rátalál, már újraélesztéssel kell próbálkozniuk, hogy megmentsék. Will hallucináció során Kali istennőről hallucinál. Helen magát okolja a történtekért, mivel életben hagyta Nagy Bertát, aki maga Kali.
Henry egy keresőhajón a hatalmas pók nyomait kutatja, de közben szerte a világról érkeznek a hírek, hogy megőrülnek az abnormális lények. Minél előbb fel kell kutatniuk, ki állhat mindezek mögött. Ezalatt az Indiai-óceánon Forsythe meditációs gyakorlatokkal próbál kapcsolatot létesíteni Bertával/Kalival, egyelőre sikertelenül.
Közben Terrence Wexford (Paul McGillion) látogatja meg őket, és keményen bírálja Magnust, amiért nem pusztította el Bertát és hazudott róla éveken át. Dühét az is fokozza, hogy Helen Willre koncentrál és nem Bertára. Fenyegetően közli Helennel, hogy a Menedék-hálózat vezetői 72 órát adnak neki a helyzet megoldására.
Henry végre nyomra bukkan, tájékoztatja Magnust, hogy Edward Forsythe szupergazdag vállalkozó állhat az események hátterében, aki maga is Mumbaiban tartózkodik és hajója Berta környékén volt annak eltűnésekor. A férfi Bertával a kezében bármit elérhet a földrengés fenyegetésével, de hogy mi a célja, nem tudni.
Will ismét kapcsolatba kerül Kalival, és önkívületi állapotában a keresésére indul, mert Forsythe is próbálja irányítása alá vonni Kalit. A városban Kate, Ravi és emberei Will után kutatnak. Helen és Henry helikopterrel, Wexford hajóval indul Berta után.
Forsythe továbbra sem tudja rávenni Bertát, hogy erejét megmutassa, ezért a testében lévő makrit mágneses rezgéssel kínozza, mire „nagy testvére” végre mozgatni kezdi a Föld tektonikus lemezeit. Azonban nem földrengést generál, mint ahogyan Magnus vélte, hanem új szárazföldet hoz létre.
Will egyre őrültebben keresi Kalit és kéri, hogy hagyja abba, amit csinál. Végül táncolni kezd, eljárja az istennő táncát, a rapati szungut, amivel elnyeri Kali tetszését. Az óceánon ezalatt Forsythe hajója Helen helikopterét támadja, Henry pedig mágneses hullámokat irányít a hajóra, amivel sikerül megszakítani Berta és Forsythe kapcsolatát. Will próbálja meggyőzni Kalit/Bertát, hogy nem jó, amit csinál, ekkor azonban Wexford Bertára löveti hajójának rakétáit, ami Kalira és Bertára egyformán kínszenvedés. Wexford a hajón erőszakkal kiveszi a hatalmat Magnus kezéből. Ekkor azonban a dühös pók a felszínre jön és hatalmas energiahullámot indít meg az óceánon keresztül a környező partok felé.

### 3. évad
Miközben India, Pakisztán és az Arab-félsziget partvidékéhez közeledik a szökőár, a pók közelében lévő hajók nagy részét el is süllyesztette. Wexford továbbra is Berta elpusztítására törekszik, Helen Magnus pedig helikopterében megpróbálja visszazavarni a pókot a víz mélyére. A lény újabb mágneses hullámot generál, mire a helikopter a vízbe zuhan.
A parton ezalatt Kate a város evakuálásában vesz részt, Will magához térve ismét kapcsolatot próbál létrehozni Kalival. A halottnak hitt Helent Forsythe legénysége menti ki a vízből. Mivel a Forsythe-ban lévő makri elpusztult, az igazi gazdatest, vagyis Will egyszer utoljára még kapcsolatban léphet vele, azonban ehhez meg kell halnia. Ravi defibrillátorral szívleállást idéz elő nála, és Willnek sikerül meggyőznie az istennőt, hogy megállítsa a szökőárat. Wexford ennek ellenére még mindig le akarja lövetni a lényt. Forsythe – akire biztos halál vár, miután a makri a testéből eltávozott – hajójával útját állja a támadóknak, míg Helen és Forsythe megmaradt legénysége Wexford hajója ellen indul. Sikerül tönkretenni a hajó célzórendszerét, ennek ellenére Wexford tüzel. Willt eközben Ravi sikeresen visszahozza a halálközeli állapotból, és talán Kali társai, akiket Will a halálközeli állapotban látott, ellenhullámot gerjesztenek, mely megállítja a szökőár utolsó hullámait is. A Menedék-hálózat vezetését Wexfordtól ismét visszaveszi Magnus.
|  | Itt a vége a cselekmény részletezésének! |

## Fogadtatás
„Középszerű évad középszerű befejezése”, írja a dupla epizódról egy kritika. A cikk írója szerint a dupla epizód tartalma elfért volna egy órában is, Forsythe karaktere nem elég „nehézfiús”, Will tánca pedig nevetséges. A Popsyndicate.com oldalán Amber Spence is úgy véli, túl hosszúra nyúlt az epizód, de ettől függetlenül „elég jó volt”, mind a bűnözők, mint a színészi játék egyaránt. Rob Vaux a mania.com-on pozitívan értékelte az epizódokat. Véleménye szerint a negatív szereplők kellőképp fenyegetőek voltak, a Kali-kultusz is érdeklődést keltő. Ennek ellenére homályosnak ítélte a történet tetőpontját, azonban épp emiatt várakozóan tekint a harmadik évad elé. Összességében úgy értékelte, az epizód „éppen jó volt ahhoz, hogy visszatérjünk hozzá ősszel a folytatásért.” A Total Sci-Fi Online kritikusa szerint élvezhető mozifilm hosszúságú az záróepizód, mely igazolja a SyFy jó döntését egy húsz epizódos harmadik évad megrendelésére.
Bridget McGuire díszlettervező 2010-ben Leo-díjat nyert az epizódban végzett munkájáért, valamint Leo-jelölést kapott Martin Wood az epizód rendezéséért, Damian Kindler a forgatókönyvért, Gordon Remple pedig a vágásért.
A 3. évad 2010. október 15-én bemutatásra került első epizódja nem okozott túl nagy meglepetést. A 2. évad záró epizódja után túl nyilvánvaló folytatás volt, hogy a természetfeletti lényt megállítják és Magnus visszaszerzi a Menedék-hálózat vezetését. A cikk írója szerint Kate jelenete az evakuálás közben egyértelműen csak arra irányult, hogy megszerettesse a szereplőt a közönséggel. A nyitóepizódra az amerikai tévénézők 17%-a, kb. 1,8 millió néző volt kíváncsi. Október 15-e a Sanctuary-vel és a szintén nyitóepizódos Friday Night Smackdown című sorozattal az elmúlt öt évben a SyFy legnézettebb péntek estéje volt.